# 夏爾-亨利·桑松
夏爾-亨利·桑松（法語：Charles-Henri Sanson，發音：[ʃaʁl ɑ̃ʁi sɑ̃sɔ̃]；1739年2月15日—1806年7月4日）是法國的劊子手，活躍於法國大革命時期。夏爾-亨利·桑松來自劊子手的世家桑松家族，1688至1847年傳承六代，而夏爾-亨利·桑松為第四代，曾先後為法國波旁王朝和法蘭西第一共和國效力。在夏爾-亨利·桑松領職40年期間處決了大約3,000人，其中包括法王路易十六。
他擁有「隆瓦爾的騎士夏爾-亨利·桑松」（Chevalier Charles-Henri Sanson de Longval）、「巴黎先生」、「偉大的桑松」（The Great Sanson）等頭銜。

## 家族历史
夏尔-亨利·桑松在这个六代刽子手家族中的第四代。他的曾祖父夏尔·桑松（1658年至1695年）曾经是一位驻扎在阿布维尔的军队士兵，于1684年被任命为巴黎的刽子手。1695年在他去世后，刽子手的职务传給他的儿子，又称夏尔（1681-1726年9月12日）。当第二代夏尔去世后，由一位官方人员代理该职务，直到他年幼的儿子夏尔·约翰·巴蒂斯特·桑松（1719年 - 1778年8月4日）成年。这位桑松家族的第三代一生都从事刽子手的职业，作为父亲他养育了16个子女，其中十人存活到成年。他最大的儿子夏尔-亨利·桑松与他的父亲学徒二十多年后于1778年12月26日宣誓入职。

## 生平
夏尔-亨利·桑松出生在巴黎，他是夏尔-让-巴蒂斯特·桑松和第一任妻子所生。他一直在鲁昂的天主教学校学习，直到1753年另一名学生的父亲认出了夏尔-亨利·桑松的父亲是刽子手之后，校长为了学校的名声不得不让他离开学校，自此之后他一直在家接受教育。他对自己家族从事的职业怀有强烈的反感。

## 作为刽子手的生涯
他父亲的瘫痪和祖母安妮-玛尔特桑松的独断，使得夏尔-亨利·桑松放弃了学医，并承担起刽子手的工作以保证家人的生计。他後來獲得了「巴黎先生」（又譯巴黎绅士）的别名，自17世紀起該詞便用來稱呼巴黎的死刑執行人。1765年1月10日，他娶了第二任妻子瑪麗·安娜·朱吉耶（Marie-Anne Jugier），夫妻間誕下两个儿子，其中大儿子亨利·桑松（1767年-1830年）后来成为他的正式继任者，二儿子加布里埃尔·桑松（1769年至1792年）也从事这项家族业务，但在1792年的一場處刑中死於意外，其因想要向群眾展示一顆被斬下的頭顱而失足從鷹架上滑落。
1757年桑松协助他的叔叔尼古拉·夏爾-加布里埃尔·桑松（Nicolas-Charles-Gabriel Sanson，1721年-1795年，兰斯的刽子手）完成了对行刺国王路易十五未遂的刺客罗贝尔-弗朗索瓦·达米安的车裂，他通过干预缩短了车裂的过程和疼痛，这次行刑后他的叔叔辞去了刽子手的职务。 
1778年夏尔-亨利·桑松正式从他的父亲夏爾·約翰-巴蒂斯特·桑松那里接过了代表主刽子手的血红色外套，此后担任这一职务长达38年，直到1806年過世為止。1795年在他表现出严重的患病迹象后由他的儿子亨利接替他處理實際的處刑工作。任职期间，大多数的处决都是夏爾和六个助手完成。
夏尔-亨利·桑松处决的对象包括法国国王路易十六（1793年1月21日）。虽然他不是君主制的拥护者，但起初他不愿意执行路易十六的处决，不過最後他还是完成了处决。对路易十六的王后玛丽·安托瓦内特的处决（1793年10月16日）是由他的儿子亨利完成的，而夏尔-亨利·桑松只是出席了处决。
桑松一生中完成了2918次處決，除了路易十六以外，在他的任期中被送上斷頭臺的還包括夏綠蒂·科黛、雅克·皮埃爾·布里索、皮埃尔·维克蒂尼安·韦尼奥、奥兰普·德古热、羅蘭夫人、讓·西爾萬·巴伊、安托萬·巴納夫、杜巴利伯爵夫人、尼古勞斯·盧克納、雅克-勒内·埃贝尔、乔治·雅克·丹东、卡米耶·德穆兰、安托万·拉瓦锡等著名人士，其中部分死囚是由他的兒子亨利代勞處刑。1794年7月28日，桑松在熱月政變中負責處刑雅各賓派的羅伯斯比爾、安東萬·路易·德·聖茹斯特和喬治·庫東等人，他們的處刑也代表了大量使用斷頭台的恐怖統治時期進入尾聲。
桑松於1795年退休，並且將他的職務交由兒子亨利·桑松繼承。

## 逝世
夏爾-亨利·桑松於1806年7月4日在巴黎逝世，享年67岁，被葬於巴黎蒙馬特公墓中屬於桑松家族的土地。
劊子手桑松家最終傳承至第六代的亨利·克萊門特·桑松（Henry-Clément Sanson），其因將斷頭臺販賣給杜莎夫人蠟像館而涉嫌販賣政府財產，最後遭政府免職。

## 使用断头台的支持者
法国大革命后，桑松为将断头台作为执行处决的标准工具做出了帮助。在约瑟夫-伊尼亚斯·吉约丹公开提出安托万·路易设计的新式断头台后，桑松向国民立法议会提交了一份有分量且具有洞察力的备忘录。拥有并且日常维护他自己行刑工具的桑松在备忘录中有说服力地辩称多次处决对于旧有处决方法的要求苛刻。（相对）轻便的工具在大量使用后易损坏，修理和更换的费用较高（他指出这对刽子手造成了不公平负担）。更糟的是，刽子手的体力消耗过于繁重可能导致事故，受害者本人很可能在漫长的、不可预知的处决过程中诉诸于绝望的行为。
当断头台的原型机于1792年4月17日在巴黎的比塞特医院接受第一次测试时，桑松亲自进行了检查。先后测试了快捷、高效的切割秸秆捆、斩首活羊和人的尸体：最后桑松带领检查员宣告新设备取得圆满成功。在一周内国民立法议会批准断头台投入使用，1792年4月25日在巴黎市政厅广场上执行对抢劫犯尼古拉·雅克·佩尔蒂埃的处决揭开使用断头台的时代。

## 大眾文化中的夏爾-亨利·桑松
- 《Innocent (漫畫)》（2013），由坂本真一創作，並於週刊YOUNG JUMP上連載的日本漫畫，以夏爾-亨利·桑松為主角。
- 《刺客教條：大革命》（2014），《刺客教條系列》的第八部作品，桑松在遊戲中作為NPC登場。
- 《Fate/Grand Order》（2015），以從者「Assassin」的職階登場，配音員為宮野真守，寶具為「死是邁向明日的希望」。